# 富沢基光
富沢 基光（とみざわ もとみつ）は、戦国時代の武将。上野国岩下城主。

## 略歴
富沢氏は上野の国人岩櫃斎藤氏の庶流。
富沢基幸の子として誕生。斎藤憲次・憲広に仕えて支城の岩下城を守備する。永禄3年（1560年）上杉政虎（謙信）の関東進攻で攻略された。永禄8年（1565年）の斎藤氏滅亡後は真田氏に仕えた。